# Amalie Beer
Amalie Beer, de soltera Amalie Wolf, (Berlín, 10 de febrer de 1767 - 27 de juny de 1854) va ser una salonnière jueva alemanya a Berlín i mare del compositor Giacomo Meyerbeer.

## Biografia
Nascuda com a filla del comerciant de la cort prussiana Liepmann Meyer Wulff i de la seva dona, Esther Bamberger, va créixer al món dels jueus rics i cultes del Berlín del segle XVIII, un segle marcat per la Il·lustració i l'emancipació jueva. El 1788 es va casar amb el fabricant de sucre jueu Jacob Herz Beer. Va guanyar fama amb el seu saló literari, que es pot veure com un exemple típic de sociabilitat il·lustrada i burgesa del període Biedermeier. Al llarg de la seva vida, Amalie Beer va ser molt respectada tant a la comunitat jueva de Berlín com a la societat civil cristiana. En contrast amb altres jueus destacats de Berlín en aquesta època, Beer mai es convertí al cristianisme, un pas que potser li hauria costat la seva posició destacada dins la comunitat jueva de Berlín.
Va continuar vivint a Berlín al llarg de la seva vida i hi va morir el 1854, amb gairebé noranta anys. La seva tomba es troba al cementiri jueu Schönhauser Allee, de Berlín.

## El seu saló
El saló d'Amalie Beer, l'únic saló musical significatiu a Berlín a la dècada de 1820, juntament amb el saló de la família Mendelssohn Bartholdy -amb el qual rivalitzava-, destaca perquè va viure el seu autèntic apogeu no abans sinó després de les Guerres d'Alliberament (1813/15), tot i que, en els seus inicis musicals i literaris, la convivència literària al saló d'Amalie Beer es remunta a l'any 1800, amb una assistència burgesa predominant. No obstant això, també va atreure a casa seva, a Spandauer Straße, representants importants de la noblesa i de l'elit política: els amics personals de l'amfitriona incloïen el futur rei Frederic Guillem IV i el seu germà el príncep Guillem, que seria després primer emperador alemany. Entre els seus habituals hi havia gairebé tots els grans compositors i virtuosos del primer període romàntic, inclòs el seu propi fill Giacomo Meyerbeer, així com actors i actrius, cantants, escriptors i estudiosos. Va estar en contacte amb altres dues grans salonnières de l'època, Rahel Varnhagen i Hedwig von Olfers.

## Premis

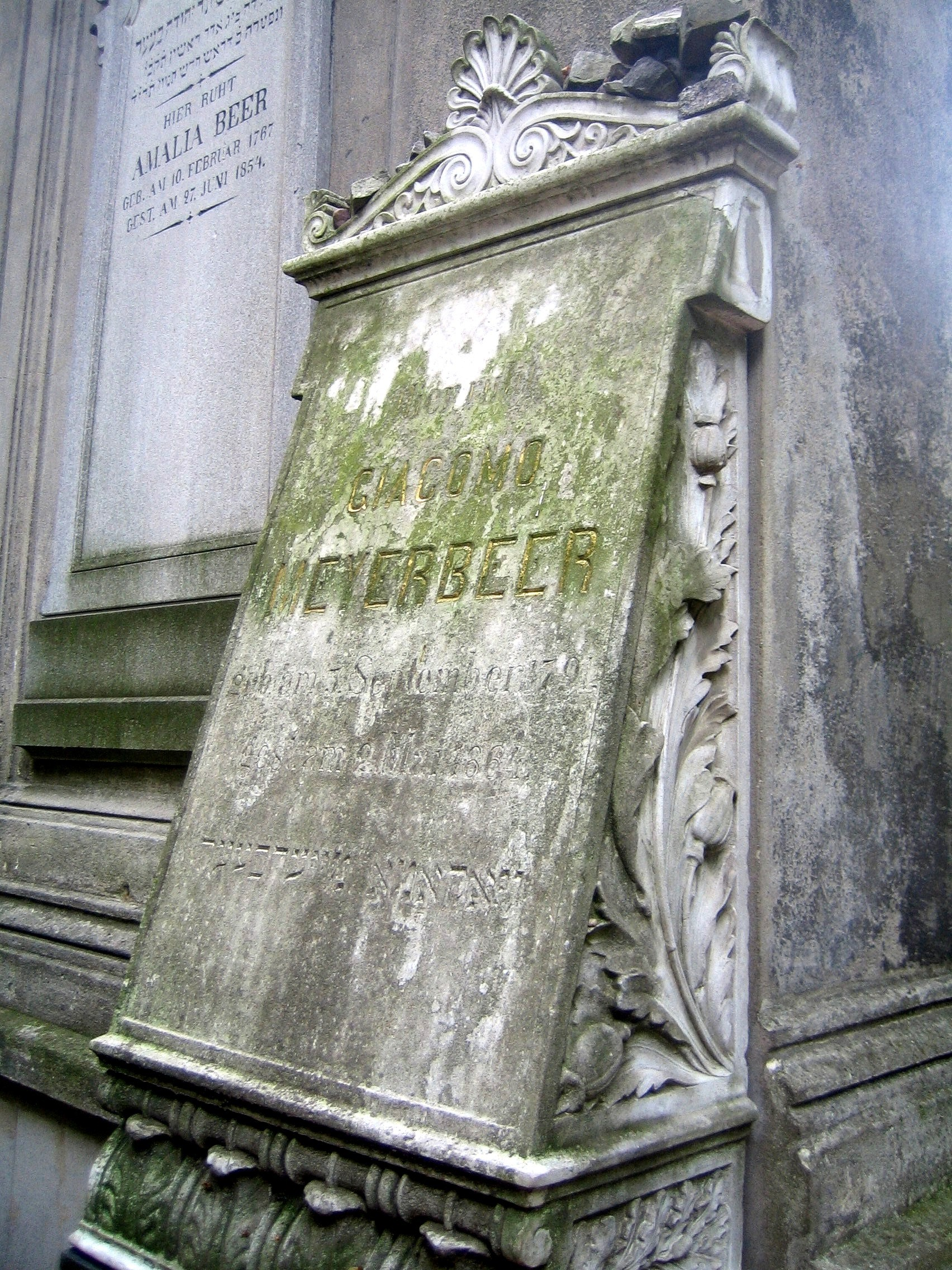
La tomba d'Amalie Beer, a l'esquerra de la del seu fill,Giacomo Meyerbeer, al Cementiri jueu de Schönhauser Allee, a Berlín

Pel seu compromís amb la cura dels ferits durant les Guerres d'Alliberament, Amalie Beer va ser una de les poques dones de classe mitjana a rebre l'Orde de Lluïsa. Tanmateix, el procés de lliurament de la medalla va durar més d'un any i mig. Va ser proposat tres vegades, i el rei Frederic Guillem III va rebutjar la proposta dues vegades. El rei, que ja havia aconseguit una àmplia emancipació legal dels jueus a Prússia a través de l'Edicte jueu prussià de 1812, semblava que estava preocupat perquè Beer, una jueva practicant, se sentís ferida en els seus sentiments religiosos en rebre el símbol de l'orde, una creu, manllevat del cristianisme. Finalment, va aprovar l'adjudicació de l'orde en la diferent forma de condecoració general circular.

## Família
Amalie Meyer Wulff i Jacob Herz Beer es van casar el 1788 a Berlín i van tenir quatre fills, entre els quals el compositor Jacob Meyer Beer/Giacomo Meyerbeer, l'astrònom Wilhelm Beer i l'escriptor Michael Beer.
La seva neta Cornelie Richter, filla del seu fill Jakob, fou una mecenes de l'art modern i seguí la seva tradició com a salonnière.

## Assistents habituals
| - David Alopaeus, diplomàtic imperial rus - Caroline Bauer, actriu - Georg Anton Benda, compositor i director de banda - Archibald Campbell, general britànic - Angélica Catalani, soprano - Muzio Clementi, pianista i compositor - Johann Ladislaus Dussek, pianista i compositor | - Edward Gans, jurista - Friedrich Wilhelm Gubitz, gravador i crític de teatre - Georg Wilhelm Friedrich Hegel, filòsof - Henriette Hendel-Schütz, actriu - Karl von Holtei, actor - Alexander von Humboldt, naturalista - Johann Nepomuk Hummel, pianista i compositor | - August Wilhelm Iffland, actor - Karl Immermann, escriptor - Friedrich Kalkbrenner, músic - Franz Liszt, músic - Família Mendelssohn - Giacomo Meyerbeer - Ignaz Moscheles - Hedwig von Olfers - Niccolò Paganini - Gottfried Schadow | - August Wilhelm Schlegel - Wilhelmine Schröder-Devrient - Henriette Sontag - Lluís Spohr - Rahel Varnhagen - Bernhard Anselm Weber - Carl Maria von Weber - Wilhelm zu Sayn-Wittgenstein-Hohenstein - Carl Friedrich Zelter |

## Reconeixement
Al 2005, el Museu McMullen de Boston va presentar l'exposició The Power of Conversation, en què exposava el paper que tingueren els salons de les dones jueves en l'Europa de finals del segle XVIII i fins al segle xx. L'exposició se centra en les 14 més influents amfitriones d'aquests salons, entre les quals Amalie Beer.